# Вальхвиль
Вальхвиль (нем. Walchwil) — коммуна в Швейцарии, в кантоне Цуг. Расположена на берегу Цугского озера.
Население составляет 3336 человек (на 31 декабря 2006 года). Официальный код — 1710.